# Krzysztof Mikołaj Towiański
Krzysztof Mikołaj Towiański herbu Gierałt (zm. 10 września 1761) – podczaszy koronny w latach 1699-1726, od 1727 podkomorzy koronny, starosta międzyrzecki w 1710 roku.

## Życiorys
Jego ojcem był Jerzy Hipolit Towiański, a matką Konstancja z Niszczyckich Towiańska.
Uczestnik rokoszu łowickiego w 1697 roku. W 1701 roku powstało Królestwo Prus. Grupa antysasko nastawionych magnatów postanowiła wysłać do Króla Prus Fryderyka I posła z gratulacjami. Posłem tym został Towiański wysłany, wbrew protestom urzędników kancelarii koronnej, w lutym 1701 roku do Królewca. Popierali go Rafał Leszczyński i prymas Radziejowski. W ich imieniu miał prosić Fryderyka I, by nie zgodził się na przemarsz wojsk saskich do Rzeczypospolitej przez pruskie terytorium.
Wielu wśród szlachty uznało, że jego misja jest bezprawna. Na sejmiku różańskim uznano, że „pan Towiański ... bez wiedzy Rzplitej uczynił się posłem do księcia brandenburskiego”. Szlachta w większości była przeciw uznaniu królewskiej godności Fryderyka.
W styczniu 1702 roku podpisał akt pacyfikacji Wielkiego Księstwa Litewskiego.
8 czerwca 1704 poślubił Mariannę Lubomirską (zm. 1722) córkę Hieronima Lubomirskiego hetmana wielkiego koronnego.
Krzysztof Mikołaj Towiański sprzedał dobra w Nieborowie w 1723 roku generałowi saskiemu Aleksandrowi Jakubowi Lubomirskiemu i jego małżonce Karolinie Fryderyce von Vitzthum.